# Байрак (Чугуївський район)
Ба́йрак — село в Україні, у Вовчанській міській громаді Чугуївського району Харківської області. Населення становить 42 осіб. До 2020 орган місцевого самоврядування — Рубіжненська сільська рада.
Село тимчасово окуповане російськими військами 24 лютого 2022 року.

## Назва
Назва походить від слова байрак — балка, поросла травою.

## Географія
Село Байрак знаходиться на початку Балка Рубіжна, за 2 км від села Замулівка і за 3 км від села Варварівка. По селу протікає кілька пересихаючих струмків на яких зроблено кілька загат. До села примикає кілька лісових масивів, у тому числі ліс Заломний (дуб).

## Історія
Село постраждало внаслідок геноциду українського народу, проведеного урядом СССР в 1932—1933 роках, кількість встановлених жертв в Рубіжному, Байраці, Верхньому Салтові, Замулівці —528 людей. 
12 червня 2020 року, відповідно до Розпорядження Кабінету Міністрів України  № 725-р «Про визначення адміністративних центрів та затвердження територій територіальних громад Харківської області», увійшло до складу Вовчанської міської ради.
19 липня 2020 року, в результаті адміністративно-територіальної реформи та ліквідації Вовчанського району, село увійшло до складу Чугуївського району. 
Вторгнення Росії в Україну
Після вторгнення Росії, поселення Байрак було захоплене у перші дні,  на початку травня тривали бої, а 9 травня ввечері ЗСУ звільнила Байрак і ще 3 села.
Згодом село знов було захоплено росіянами. У Джейрана Гвагвалії росіяни викрали дружину та трьох дітей. Вивезли у невідомому напрямку. Він був змушений на кілька днів виїхати до Харкова, а потім не зміг повернутися назад. Росіяни погрожували його вбити.
7 вересня село було звільнене від окупантів.